# ジャンヌ・アシェット

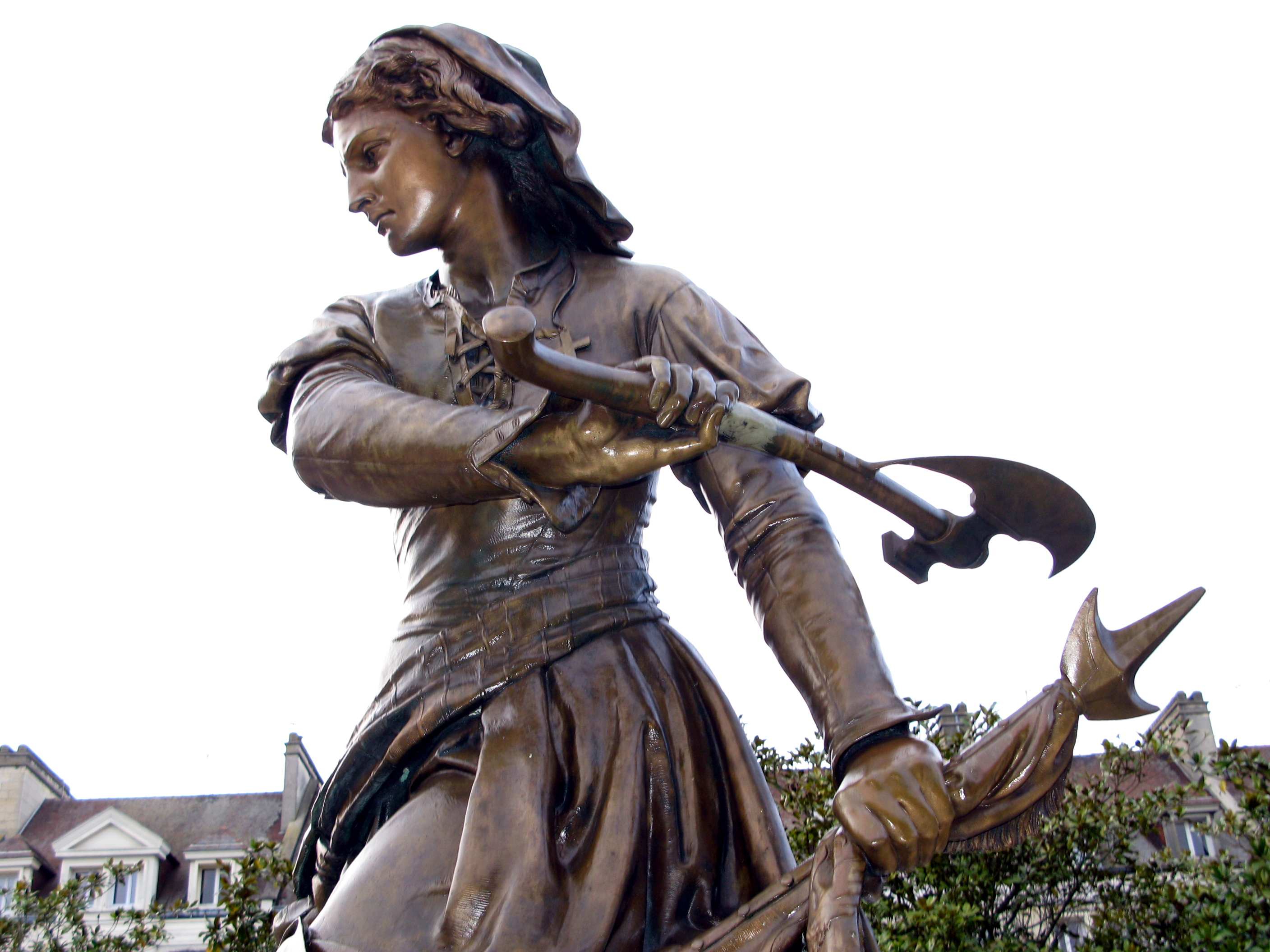
ボーヴェのジャンヌ・アシェットの銅像（ヴィタール・ガブリエル・デュブレイ作）

ジャンヌ・レーネ（Jeanne Laisné、1454年頃 - ?）は、1472年のフランス・ボーヴェの攻城戦で勇敢に戦った女性である。ジャンヌ・フルケ(Jeanne Fourquet)とも呼ばれ、ジャンヌ・アシェット（Jeanne Hachette、手斧のジャンヌ）のあだ名で知られる。
ジャンヌは農民の娘だった。
1472年6月27日、ブルゴーニュ公シャルルの軍隊によるボーヴェの占領を阻止したことで知られている。そのとき町を守っていたのは、ルイ・ド・バラニー(Louis de Balagny)が指揮する武装した兵士わずか300人だけだった。
しかし、ジャンヌは手斧を片手に、城壁を登って旗を立てたブルゴーニュ公の兵士に襲いかかり、堀に投げ込んで旗を引き裂き、ボーヴェ守備隊の勇気を取り戻した。フランス王ルイ11世はジャンヌの英雄的行為に感謝し、ボーヴェで「突撃の行列」と呼ばれる行列を制定し、ジャンヌと恋人コリン・ピロン(Colin Pilon)を結婚させ、2人に恩恵を与えた。毎年6月の最後の週末には、ジャンヌの行いを記念してボーヴェの通りで行列が行われる。
ボーヴェにはジャンヌの銅像が建てられ、1851年7月6日に除幕された。ボーヴェの詩人ファニー・デノワ・デ・ヴェルニュ（1798-1879）が『ジャンヌ・アシェットあるいはボーヴェの包囲』という詩を作り、除幕式で朗読した。

## 文化において
- マルキ・ド・サドがジャンヌをヒロインにした戯曲"Jeanne Laisné ou le siège de Beauvais"（ジャンヌ・レーネあるいはボーヴェ攻城戦）を1813年に発表した。この作品は一度も上演されていない。
- ジャンヌを題材として、レイモン・ベルナール（英語版）が1924年に映画"Le Miracle des loups"（狼たちの奇蹟）を制作した。